# Adelmo Santini
Adelmo Santini (Agliana, 26 ottobre 1927 – Serravalle Pistoiese, 25 agosto 1944) è stato un partigiano italiano.
Partigiano, membro della formazione "Fantacci" (con il soprannome Biondino), viene fucilato dai nazifascisti il 25 agosto 1944 a soli 16 anni e quasi 10 mesi in località Villa di Groppoli, nelle vicinanze di Serravalle, in provincia di Pistoia.

## Biografia
Nato ad Agliana il 26 ottobre 1927, figlio di Francesca Bellini e Ottorino Santini, era il maggiore di cinque fratelli. Durante il fascismo fu studente in un collegio di Poppi, località situata nell'attuale provincia di Arezzo.
Nel giugno del 1944, la risalita del fronte di guerra verso la Toscana lo spinse ad entrare nella formazione partigiana "Fantacci" seguendo il padre Ottorino Santini, rimanendo con questa formazione anche quando il padre passò alla formazione "Agliana".
Venne sorpreso e catturato il 24 agosto 1944 da una pattuglia tedesca in un bosco vicino Torricchio di Serravalle e portato prigioniero al comando tedesco in una villa di Groppoli. Dopo una notte di interrogatori e torture fu legato col filo di ferro al tronco di una pianta di ulivo e fucilato.

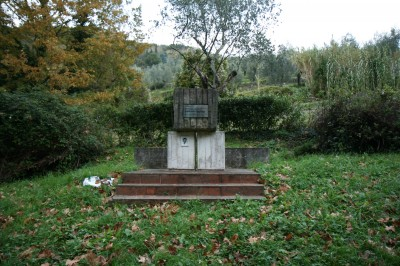
Monumento in onore di Adelmo Santini, nel luogo ove venne fucilato

## Riconoscimenti
- Croce al Merito di Guerra per attività partigiana, assegnatagli nel 1972[3].
- Sul luogo della sua fucilazione è stato eretto un cippo monumento a suo ricordo che ingloba il tronco della pianta[4].
- Ad Agliana, una via è dedicata al suo nome[5].